# Боровков, Виктор Дмитриевич (певец)
Виктор Дмитриевич Боровков — российский оперный певец (бас), заслуженный артист России (недоступная ссылка).

## Биография
В 1978 году окончил ГИТИС им. Луначарского. С 1976 года работает в Московском государственном академическом Камерном музыкальном театре имени Б. А. Покровского.

## Роли
- 2010 — «Бег» Н.Сидельникова. Режиссёр: Ольга Иванова — Чарнота
- 2010 — «Похождения повесы» И.Стравинского. Режиссёр: Борис Покровский — Трулав
- 2009 — «Дворянской гнездо» В.Ребикова. Режиссёр: Борис Покровский — Гедеоновский
- 2009 — «Кровавая Свадьба» Ш.Чалаева. Режиссёр: Ольга Иванова — Всадник
- 2009 — «Юбилей» С.Кортеса. Режиссёр: Игорь Меркулов — Шипучин
- 2008 — «Черевички» П.Чайковского. Режиссёр: Ольга Иванова — Чуб, Пан Голова
- 2007 — «Ревизор» В.Дашкевича. Режиссёр: Ольга Иванова — Городничий
- 2007 — «Тайный брак» Д.Чимарозы. Режиссёр: Борис Покровский — Джеронимо
- 2004 — «Укрощение строптивой» В.Шебалина. Режиссёр: Борис Покровский — — Баптиста Минола
- 2004 — «Юлий Цезарь и Клеопатра» Ф. Г. Генделя. Режиссёр: Борис Покровский — Курил
- 2001 — «Джанни Скикки» Дж. Пуччини. Режиссёр: Борис Покровский —  Симоне
- 2001 — «Плащ» Дж. Пуччини. Режиссёр: Борис Покровский — Тальпа
- 2000 — «Свадьба Фигаро» В. А. Моцарта. Режиссёры: Борис Покровский, Игорь Меркулов, Валерий Федоренко — Бартоло
- 1999 — «Сорочинская ярмарка» М.Мусоргского. Режиссёр: Борис Покровский — Черевик
- 1998 — «Дон Жуан» В. А. Моцарта. Режиссёр: Борис Покровский — Командор
- 1995 — «Нос» Д.Шостаковичa. Режиссёр: Борис Покровский — Чиновник из газетной экспедиции, Отец, Сын, Дворник, Полицейский
- 1994 — «Ростовское действо» Д.Ростовского. Режиссёр: Борис Покровский — Покой, Четвертый сенатор